# Monte Subiedes
El Subiedes es un monte de 904 metros de altitud situado próximo a la localidad lebaniega de Los Llanos, en el municipio de Camaleño (Cantabria, España).

## Leyenda
Una leyenda dice que los musulmanes, derrotados en la batalla de Covadonga (Asturias), intentaron escapar siguiendo el curso del río Deva, pero el monte Subiedes se desplomó sobre ellos aniquilando a 63 000. Este argayo (desprendimiento de piedras y tierra) habría provocado la definitiva destrucción del ejército musulmán de Alkama. Existe una ruta de unos 9 kilómetros que bordea el monte y que tiene como punto de partida un monumento conmemorativo al mitológico suceso acaecido en el año 722.

Entonces los de las huestes de los Sarracenos que habían sobrevivido a la espada, al derrumbarse un monte en Liébana, fueron sepultados por el juicio de Dios, y así surge por Providencia divina el Reino de Asturias.
Crónica albeldense (año 883).